# Dathopa Tissa II
Dathopa Tissa II (Hattha Dhata) fou rei d'Anuradhapura (Sri Lanka) del 664 al 673.
Després de la pujada al tron de Dappula I el 661 va arribar una breu època de tranquil·litat però aviat els indis (generalment tàmils) van començar a conspirar i van fer aliança amb Hattha Dhata un nebot de Dathopa Tissa I, que estava refugiat a l'Índia des que el seu oncle fou mort en batalla. El tàmils es van revoltar a la capital moment que, com s'havia convingut, va aprofitar el pretendent per presentar-se amb mercenaris indis i ocupar sense oposició la ciutat. Mana va fugir a l'est del país i Dappula va retornar a Ruhunu. Hattha Dhata es va proclamar rei agafant el nom Dathopa Tissa II.
Després de tres anys Mana va aconseguir aixecar un exèrcit a l'est del país que esperava que guanyaria a les forces de Dathopa Tissa II; va rebre reforços del seu pare i va prendre posicions a Tipucullasa, on fou atacat per Dathopa Tissa II, i després d'una batalla ferotge la victòria es va inclinat a favor de Dathopa Tissa II i els tàmils. Mana va morir en la lluita. Dappula no va tardar en morir afectat per la mort del seu fill.
Dathopa Tissa II va poder restar en possessió pacífica del tron. Però al cap d'un temps es va aixecar Manawamma fill de Kassapa II, que s'havia casat amb Sangha, filla del ric i poderós raja de Malaya Rata; Manawamma disposava d'un exèrcit reclutat a l'Índia i el suport d'un rei indi anomenat Narasingha. Va atacar Anuradhapura i el rei Dathopa Tissa II va haver de retirar-se davant de les forces superiors que l'atacaven. Però aviat Manawamma es va veure abandonat per una part dels seus soldats i va haver d'abandonar la persecució de Dathopa Tissa i retirar-se a través de la mar cap a l'Índia on va viure 27 anys a la cort del seu amic Narasingha.
Durant la resta del seu regnat (que en total va durar 9 anys) el rei es va dedicar a acontentar als monjos dotant als seus temples, construint escoles per a ells, observant tots els dies sagrats, i escoltant els discursos per part de sacerdots erudits; i d'altra banda a trobar, d'altra banda, donant-lis càrrec d'acord amb les seves habilitats, sobretot els que li havien servit fidelment.
Sembla que fou impopular amb els Theriyanin (monjos pertanyents a la Maha Vihara) a causa d'haver construït un temple per a la fraternitat Dhammaruchi (monjos de la fraternitat Abhayagiriyanin) en terres reclamades per la primera. Els sacerdots de la primera fraternitat van posar al revés els seus bols quan passaven pel palau reial, el que indicava que no estaven disposats a acceptar l'hospitalitat del rei.
A la seva mort el va succeir el seu germà petit Aggabodhi IV.